# Phlesirtes merumontanus
Phlesirtes merumontanus är en insektsart som först beskrevs av Sjöstedt 1909.  Phlesirtes merumontanus ingår i släktet Phlesirtes och familjen vårtbitare. Inga underarter finns listade i Catalogue of Life.